# У багатої пані
«У багатої пані» (латис. «Pie bagātās kundzes») — латвійський радянський художній фільм 1969 року. Екранізація роману Андрія Упіта «Усміхнений лист». У сценарії використана сюжетна лінія новел «У багатій пані», «Номер на шиї», «Квіти на піску» і «Фрідіс».

## Зміст
Рига, 30-ті роки XX століття. Інтелігентний безробітний Ольгерт Курміс може порозумітися англійською та французькою мовами і знає латинь, але зараз задовольняється обов'язками носильника. Йому не в тягар займатися тим, що трапляється під руку. Разом зі своїм другом, волоцюгою Фрідісом він виконує дрібні доручення пана Калнкайса і його дружини. У подружньої пари є заповітна мета: будь-яким способом домогтися обрання пана Калнкайса депутатом Сейму. Ольгерт відчуває себе відповідальним за долю Емми Карклс — дівчини, що отримала невеликий термін за дрібну крадіжку і нещодавно вийшла з в'язниці. Вона працює прислугою в будинку у Калнкайсів. Допомагаючи своїм новим знайомим розклеювати по місту передвиборні плакати партії пана Калнкайса, Емма потрапила в поліцію і була заарештована за «політику». Вони примудрилися наклеювати листівки таким чином, що номер 49 читався як 19 — номер списку Робочої партії.

## Ролі
| Актор              | Роль                      |
| ------------------ | ------------------------- |
| Едуард Павулс      | Ольгерт Курміс            |
| Ліґа Ліепіня       | Емма Карклс               |
| Карліс Себріс      | Фрідіс                    |
| Луйс Шмітс         | пан Калнкайс              |
| Зігрід Стунгуре    | Єва, жінка пана Калнкайса |
| Велта Ліне         | прислуга                  |
| Юріс Леяскалнс     | Гейнсе                    |
| Рудольф Крейцумс   | Карклс                    |
| Евалдс Валтерс     | епізод                    |
| Волдемар Зандбергс | епізод                    |
| Яніс Осис          | епізод                    |

## Додаткові факти
Режисер і автор сценарію Леонід Лейманіс прекрасно розбирався в матеріалі, він сам був діяльним учасником громадського життя в Латвії 30-х років. Жанр фільму був позначений як політичний фарс з життя Латвійської республіки, що полегшило його проходження по різних інстанціях. Свою роль зіграло і те, що живий був автор літературного джерела, класик латиської літератури, Андрій Упіт.
Для Ризькій кіностудії це був другий досвід роботи з твором А. Упіта. В 1956 році Варіс Круміньш і Маріс Рудзітіс робили диплом за романом «Причини і наслідки». Тепер екранізацію довірили досвідченому майстрові.
Зараз важко уявити іншого виконавця ролі Ольгерт Курміса, але спочатку було заплановано знімати Улдіса Пуцітіс. Тільки нестиковка в графіку зйомок (він в цей час знаходився на студії ім. О. Довженка), дозволила затвердити Едуарда Павулс.
Прем'єра фільму відбулася 27 серпня 1969 року в московському кінотеатрі «Рига». У залі були присутні актори Московського драматичного театру ім. Н. В. Гоголя, що узяли участь в озвучуванні фільму і дубляжі його на російську мову.

## Знімальна група
- Режисер — Леонід Лейманіс
- Сценарист —Леонід Лейманіс
- Композитор — Маргер Зариньш